# Riodeporto
Riodeporto (llamada oficialmente San Brais da Barqueiría de Río de Porto) es una parroquia española del municipio de Negueira de Muñiz, en la provincia de Lugo, Galicia.

## Otras denominaciones
La parroquia también es conocida por los nombres de San Blas de Riodeporto y San Brais de Río de Porto.

## Localización
La parroquia está en el norte del municipio, en la orilla oeste del río Navia.

## Organización territorial
La parroquia está formada por 4 entidades de población:

### Entidades de población
Entidades de población que forman parte de la parroquia:
- Entralgo
- Sarceada

### Despoblados
Despoblados que forman parte de la parroquia:
- Río da Raseda
- Vilagudín

## Demografía
| Gráfica de evolución demográfica de Riodeporto entre 2000 y 2020 |
|                                                                  |
| Datos según el nomenclátor publicado por el INE.                 |